# Franz Joseph von Stein
Franz Joseph von Stein (Amorbach, 4 aprile 1832 – Monaco di Baviera, 4 maggio 1909) è stato un arcivescovo cattolico tedesco.

## Biografia
Nato a Amorbach il 4 aprile 1832, venne nominato Vescovo da Papa Leone XIII il 19 ottobre 1878.
Ricevette la consacrazione episcopale il 28 febbraio 1879 e fu assegnato alla diocesi di Würzburg, alla capo della quale rimase fino al 1898, quando venne insignito della carica di arcivescovo di Monaco e Frisinga. Fece il suo ingresso ufficiale il 18 aprile 1898.
Morì a Monaco, dopo aver prestato ivi 11 anni di servizio episcopale, il 4 maggio 1909, all'età di 77 anni.

## Genealogia episcopale e successione apostolica
La genealogia episcopale è:
- Cardinale Scipione Rebiba
- Cardinale Giulio Antonio Santori
- Cardinale Girolamo Bernerio, O.P.
- Arcivescovo Galeazzo Sanvitale
- Cardinale Ludovico Ludovisi
- Cardinale Luigi Caetani
- Cardinale Ulderico Carpegna
- Cardinale Paluzzo Paluzzi Altieri degli Albertoni
- Papa Benedetto XIII
- Papa Benedetto XIV
- Papa Clemente XIII
- Cardinale Bernardino Giraud
- Cardinale Alessandro Mattei
- Cardinale Pietro Francesco Galleffi
- Cardinale Giacomo Filippo Fransoni
- Cardinale Antonio Saverio De Luca
- Arcivescovo Gregor Leonhard Andreas von Scherr, O.S.B.
- Arcivescovo Friedrich von Schreiber
- Arcivescovo Franz Joseph von Stein

La successione apostolica è:
- Arcivescovo Joseph von Schork (1891)
- Vescovo Franz Anton von Henle (1901)
- Vescovo Maximilian von Lingg (1902)
- Vescovo Franz Xaver Geyer, F.S.C.I. (1903)
- Arcivescovo Friedrich Philipp von Abert (1905)